# Гулябзой, Саид Мохаммад
Саид Мохаммад Гулябзой (другая транскрипция: Гулабзой; родился в 1951 в провинции Пактия) — афганский политический и военный деятель, министр связи (1978—1979) и внутренних дел Афганистана (1980—1988), посол ДРА в СССР (1988—1990), генерал-полковник.

## Биография

### Армейская карьера
Родился 27 декабря 1951 года в округе Хост провинции Пактия в семье пуштунского племенного вождя племени гулябзоев Гулям Шаха. Окончил 9 классов средней школы в селении Надиршахкот, затем отделение бортрадистов кабульской лётно-технической школы ВВС. С 1966 года в качестве офицера военно-транспортного полка ВВС Афганистана проходил службу в Мазари-Шарифе, а с 1968 года — в Кабуле.

## Служба в армии
Служил в ВВС Афганистана в транспортных полках, расквартированных в Мазари-Шарифе и Кабуле, в звании сержанта. В 1968 вступил в Народно-демократическую партию Афганистана (НДПА; фракция «Хальк»). В 1973 принял активное участие в государственном перевороте 17 июля 1973 года, приведшем к власти генерала Мухаммеда Дауда. Участвовал в аресте высших офицеров, сохранивших верность королю Захир Шаху. После переворота его карьера ускорилась — он был произведён в младшие лейтенанты и в период с 1973 по 1976 год являлся адъютантом командующего ВВС. Однако затем офицеры — члены НДПА оказались смещены с ключевых постов.
В октябре 1976 года был направлен в СССР на авиационные курсы по эксплуатации радиотехнического оборудования, завершив их в марте следующего года, после чего вернулся на родину, где был назначен бортрадистом самолёта Ан-26 в кабульском транспортном авиаполку.
В 1980-е годы получил заочное высшее юридическое образование в СССР.

### На государственной службе
В апреле 1978 года входил в состав координационной группы по руководству военным переворотом, впоследствии получившим название Саурской (Апрельской) революции, отвечал за работу в ВВС и ПВО. Принял активное участие в вооружённом выступлении и в ходе боёв, развернувшихся между мятежными военными и правительственными войсками, получил ранение на авиабазе Хаджа Раващ и до 27 мая находился в госпитале.
Позже вошёл в состав Революционного совета — высшего органа государственной власти после переворота, все должности в котором заняли члены НДПА. Был членом комитета по организации партийной работы в армии, одновременно являлся старшим адъютантом председателя Революционного совета Нура Мухаммеда Тараки (одновременно являвшегося лидером НДПА и возглавлявшего фракцию «Хальк»).
8 июля 1978 был назначен министром связи. Активно поддерживал кампанию по смещению с важных государственных постов представителей конкурировавшей с «Хальк» фракции «Парчам». Выступил против расширения влияния Хафизуллы Амина — «человека номер два» во фракции «Хальк», ставшего политическим конкурентом Тараки. Вошёл в состав группы из четырёх министров (кроме него её участниками были руководитель органов госбезопасности Асадулла Сарвари, министр обороны, затем внутренних дел Мухаммед Аслам Ватанджар, министр по делам границ Шерджан Маздурьяр), которые поддержали Тараки в противостоянии с Амином.
В середине сентября 1979 года резидентура КГБ СССР получила достоверную информацию о намерении Амина физически расправиться со своими политическими оппонентами. Послу СССР A. M. Пузанову поручалось предоставить убежище сторонникам Тараки (Сарвари, Ватанджару, Маздурьяру и Гулябзою); они прибыли в посольство, где были взяты под опеку советских спецслужб, а затем нелегально вывезены из страны в Москву.
Вместе с тем 14 сентября 1979 года Тараки был освобождён от всех постов и позднее убит (официально — скончался в результате серьёзного заболевания). Генеральным секретарём стал Амин. Гулябзой был официально смещён с постов в Революционном совете и правительстве 15 сентября. 16 сентября под председательством Шах Вали прошёл чрезвычайный пленум ЦК НДПА, на котором было принято решение исключить из партии всю четвёрку оппозиционеров как «террористическую группу, действовавшую под руководством Н. М. Тараки, за совершение антинародных деяний». В октябре на совещании послов социалистических стран министр иностранных дел Шах Вали заявил, что они с весны 1979 года стали вести заговор против Амина, пытаясь вначале добиться его отстранения с поста главы правительства и вывода его из состава Политбюро ЦК НДПА, а затем физического устранения, устроив несколько покушений на его жизнь. Шах Вали также рассказал, что заговорщики после провала заговора укрылись в советском посольстве и оттуда пытались установить контакт с некоторыми частями кабульского гарнизона с целью поднять их против Амина, но им это не удалось сделать.

### Участие в штурме «дворца Амина»
В ночь с 24 на 25 декабря Гулябзой, Сарвари и Ватанджар тайно вернулись в Афганистан. Спустя два дня Амин погиб в ходе штурма дворца «Тадж-Бек» спецподразделениями КГБ и советской армии. Вместе с Сарвари Гулябзой был прикомандирован к спецназу, осуществлявшему этот штурм, находился в первом (из четырёх) БТР группы КГБ «Зенит». Воспоминания ветеранов спецназа относительно его роли в штурме носят противоречивый характер. Так, Николай Берлев из группы «Гром» утверждает, что «Сарвари и Гулябзой в бою не участвовали, сидели в БМП, невозможно было вытащить никакой силой». В то же время тогдашний командир группы «Зенит» Яков Семёнов вспоминает, что «С самого начала штурма дворца в моем экипаже находился Гулябзой Саид, и весь путь, который прошли мы, прошёл и он».
Возможно, что противоречие разъясняется следующим образом: Берлев в своих воспоминаниях говорит о Сарвари, который был прикомандирован к его группе «Гром» и действительно находился в БМП (ими был оснащён «Гром», в отличие от «Зенита», использовавшего БТР). Гулябзой же действовал вместе с «Зенитом» и находился в ведении Семёнова, непосредственно наблюдавшего его действия во время штурма.

### Глава МВД
После свержения Амина и прихода к власти Бабрака Кармаля вошёл в новый состав Революционного совета. 28 декабря 1979 назначен министром внутренних дел (по другим данным, утверждён в должности 11 января 1980). В январе 1980 года вновь вошёл в состав ЦК НДПА и Революционного совета.
Считался хорошим организатором, проявлял личную храбрость, участвуя в боевых операциях против душ-манов. Осуществлял руководство царандоем — милицией, которая была сформирована при активном участии отряда спецназа МВД СССР «Кобальт». В качестве члена правительства проводил политику по продвижению на ключевые посты в МВД членов фракции «Хальк», не допуская кадровой экспансии в своё ведомство активистов «Парчам», которым покровительствовал новый лидер страны Бабрак Кармаль. В 1983 был произведён в генералы.

Войдя в высшие эшелоны власти, С. М. Гулябзой обнаружил неприязненное, а порой и не прикрыто враждебное отношение к парчамистскому крылу в руководстве партии и государства, а также несогласие с некоторыми аспектами внутренней, прежде всего кадровой, политики. Ему было присуще стремление решать сложные проблемы умиротворения страны скорее через использование грубой силы, чем путём поиска мирных средств. По своей натуре С. М. Гулябзой — человек весьма жёсткий, независимый, решительный, честолюбивый, прямолинейный в поступках и суждениях, нетерпимый к чужому мнению, если оно расходится с его собственным. Среди его недругов-парчамистов, выходцев из национальных меньшинств, он слыл кичливым и заносчивым деятелем, отягощённым к тому же большим грузом пуштунского шовинизма. Следствием указанных выше его черт характера и убеждений являлись его частые конфликты с высшими руководителями страны и партии и, конце концов, смещение с поста министра внутренних дел.

В январе 1986 года стал кандидатом в члены политбюро ЦК НДПА, а 10 июня следующего года — членом политбюро ЦК НДПА.
После смещения Бабрака Кармаля и его замены на другого «парчамиста» Наджибуллу, остался одним из лидеров «Хальк» в правительстве, что могло свидетельствовать о желании советского руководства сохранять баланс интересов между фракциями «Хальк» и «Парчам». Однако накануне вывода из Афганистана советских войск Наджибулла, получив свободу действий, добился его смещения.
25 ноября 1988 года был назначен послом Афганистана в СССР и, по совместительству, в Финляндии и Румынии.
6 марта 1990 года был выведен из состава ЦК НДПА и смещён со всех постов по обвинению в причастности к антиправительственному мятежу и попытке переворота генерала Ш. Таная.

В книге М. Ф. Слинкина «Народно-демократическая партия Афганистана у власти. Время Тараки-Амина 1978—1979» приводится такая характеристика Гулябзоя: 

Человек весьма жёсткий, независимый, решительный, честолюбивый, прямолинейный в поступках и суждениях, нетерпимый к чужому мнению, если оно расходится с его собственным.

### Эмиграция и возвращение в политику
Жил в Москве до свержения в Афганистане режима талибов, сотрудничал с ветеранскими организациями российских «силовых» структур.
В 2005 году был избран депутатом парламента Афганистана от провинции Хост (был первым по количеству полученных голосов избирателей депутатом, представлявшим эту провинцию).
В апреле 2007 года в стране был создан Национальный фронт, который выступил за демократизацию и федерализацию Афганистана, сокращение прерогатив президента Хамида Карзая и увеличение полномочий парламента, введение прямых выборов губернаторов афганских провинций. Гулябзой вошёл в состав высшего совета Национального фронта — наряду с бывшим президентом Бурхануддином Раббани, гератским полевым командиров Исмаил-ханом, генералами Нур-уль-Хаком Улюми и Абдул-Рашидом Дустумом, экс-руководителем Северного Альянса Мохаммад Фахимом и внуком экс-короля Захир Шаха Мустафой Захиром. 
Владеет пушту, дари и русским языком.

## Награды
- Орден Красного Знамени[1]
- Орден Саурской революции[1]